# Кеклен, Рене
Рене́ Кекле́н (фр. René Koechlin, rəne kᴇklɛ̃; 4 августа 1866, Бюль, Франция — 30 июня 1951, Блоне, Швейцария) — французский и швейцарский инженер-строитель.

## Происхождение и семья
Происходил из богатой Эльзасской семьи промышленников-текстильщиков. Сын Жана Кеклена и Анаис Бёк, брат инженера-строителя Мориса Кеклена. С 1896 года был женат на Элизабет Софи Россье — дочери врача Анри Россье из Веве, Швейцария.

## Биография
Родился 4 августа 1866 в Бюлье, департамент Верхний Рейн, Франция. С 1883 по 1887 годы учился на инженера в Высшей технической школе Цюриха. Принимал участие в разработке нескольких масштабных проектов, среди которых Симплонский тоннель, линия север — юг Парижского метрополитена и строительство гидроэлектростанций на Рейне. С 1907 года был директором Швейцарской электрической компании в Базеле. В 1910 году основал компанию Forces motrices du Haut-Rhin, занимавшейся строительством гидроэлектростанции в Кембсе, пущенной в строй в 1932 году. Скончался 30 июня 1951 года в Блоне, кантон Во, Швейцария.

## Награды
- 1927 — кавалер ордена Почётного легиона[2].
- 1932 — офицер ордена Почётного легиона[2].
- 1945 — профессор honoris causa Лозаннского университета[2].
- 1950 — командор ордена Почётного легиона[2].